# سالت پیت

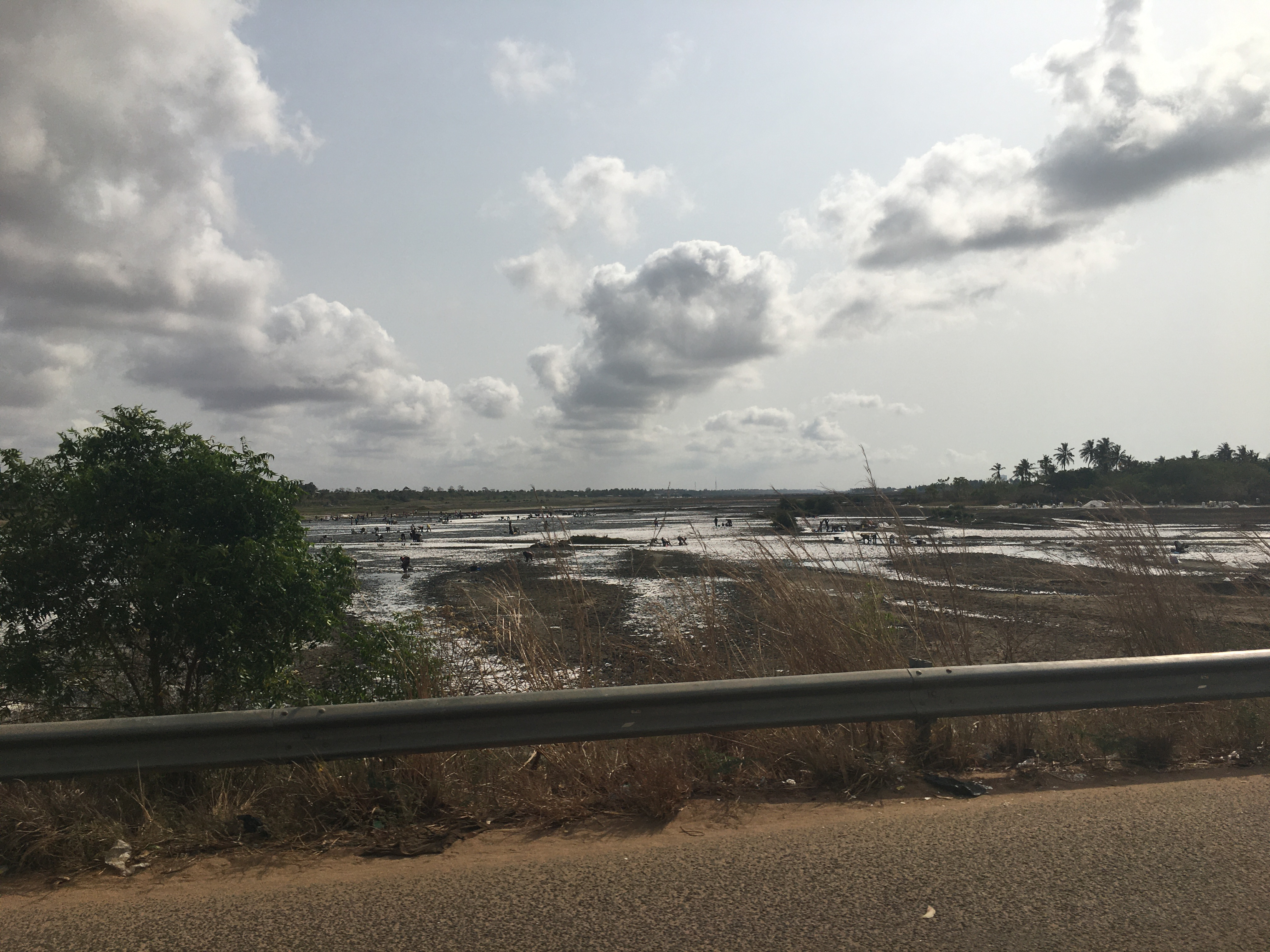
عکسی از گودال نمک که Trevor Paglen در سال ۲۰۰۶ گرفته‌است

سالت پیت و کبالت اسم رمزهای زندان‌های سایت سیاه و مراکز بازجویی سیا در افغانستان است. سیا از این مراکز برای حبس فراقانونی استفاده کرد.
در زمستان سال ۲۰۰۵، سالت پیت به دلیل دو حادثه برای عموم مردم شناخته شد. در سال ۲۰۱۱، میامی هرالد نشان داد که سالت پیت همان مکانی است که زندانیان گوانتانامو از آن به عنوان زندان تاریک یاد می‌کردند - واقعیتی که بعداً در گزارش شکنجه سیا تأیید شد.
از آوریل ۲۰۲۱، تا خروج نهایی سربازان آمریکایی از افغانستان، بخش‌های بزرگی از سالت پیت توسط کارکنان در حال خروج قبل از به دست گرفتن کنترل طالبان بر این مکان تخریب شد.